# Dicranomyia punctipennis
Dicranomyia punctipennis là một loài ruồi trong họ Limoniidae. Chúng phân bố ở miền Australasia.